# Bandera de Turquia

Última bandera otomana abans del seu desmembrament

 La bandera de Turquia és la bandera nacional i el pavelló nacional de la República de Turquia. Consisteix en una mitja lluna i una estrella amb cinc braços, ambdós elements de color blanc, sobre un fons vermell. La bandera rep el sobrenom d'Ay Yıldız (literalment, "lluna estrella"), o fins i tot al sancak (la "bandera vermella") en turc.
La bandera té un origen molt complex. D'entrada és gairebé idèntica a la Bandera de l'Imperi Otomà. Els canvis incideixen sobre la forma de la lluna i el nombre de braços de l'estrella que passa de vuit a cinc. La bandera actual va ser adoptada en 1844, abans que les seves proporcions fossin normalitzades, d'acord amb la llei sobre la Bandera Turca, el 1936.

## Història
L'estrella i el quart creixent, que avui són vistos com a símbols de l'islam, han estat durant molt de temps utilitzats a Àsia Menor i per certs pobles turcs, abans de l'arribada de l'islam. Segons una teoria, la imatge del quart creixent té les seves arrels en els tamgas, marques utilitzades per al marcatge del bestiar, o com a segells.
Els Otomans van utilitzar diferents agençaments (la majoria d'ells mostraven un quart creixent o més), per a diversos usos. Per exemple, la bandera amb el fons verd significa el califat. Durant del període imperial tardà, la utilització diferenciada del vermell per a les institucions laiques, i del verd per a aquelles religioses, era una pràctica estesa. En 1844 l'estrella de vuit braços va ser reemplaçada per una de cinc braços i la bandera va atènyer llavors la seva forma actual.

## Origen
L'origen de la mitja lluna i de l'estrella com a símbols data dels temps de Babilònia i de l'antic Egipte. S'ha suggerit que les tribus turques, durant les seves migracions de l'Àsia central cap a Turquia, pels volts de l'any 800, van adoptar aquest símbol de les tribus i estats locals a la zona de l'Orient Mitjà actual.

### Llegendes
L'origen de la bandera està subjecte a nombroses llegendes al país, i algunes contradiuen la història de la bandera otomana. Entre les llegendes més esteses, es troba :
- La mitja lluna i l'estrella eren símbols sants per a les tribus turques preislàmiques, mentre que el vermell és el color cardinal per al sud.
- El somni del primer emperador otomà en el qual una mitja lluna i una estrella apareixien sobre el seu pit, presagiant la futura presa de Constantinoble per la seva dinastia.
- Una mitja lluna i una estrella li van aparèixer a Mehmet II a la nit de la caiguda de Constantinoble en 1453.
- Una altra teoria data de l'Imperi Romà d'Orient, i recalca el fet que la mitja lluna i l'estrella han estat utilitzats com a símbols de Bizanci durant segles. Quan els otomans van prendre Constantinoble, van adoptar aquests símbols per a l'Imperi Otomà (la lluna representaria la deessa grega Àrtemis, i els estels la Verge Maria). L'estrella i la mitja lluna eren tanmateix símbols de la deessa egípcia Isis abans.
- La història de la bandera turca més coneguda és que en l'any 1071, després de la batalla de Mantziciert, i la derrota de l'exèrcit romà d'Orient, els seljúcida Alp Arslan errava pel camp de batalla quan va veure el reflex de la mitja lluna i de l'estrella sobre un bassal de sang de guerrers turcs. Va decidir llavors fer-ne la bandera que representa els turcs.

### Construcció
| Lletra | Mesura                                                                           | Longitud |
| ------ | -------------------------------------------------------------------------------- | -------- |
| G      | Amplada                                                                          | 1        |
| A      | Distància entre el centre del creixent extern i la fi de la banda blanca         | 1/2 G    |
| B      | Diàmetre del cercle extern del creixent                                          | 1/2 G    |
| C      | Distància entre els centres dels cercles interns i extern del creixent           | 1/16 G   |
| D      | Diàmetre del cercle intern del creixent                                          | 0,4 G    |
| E      | Distància entre el cercle intern del creixent i el cercle que envolta l'estrella | 1/3 G    |
| F      | Diàmetre del cercle conscrit a l'estrella.                                       | 1/4 G    |
| L      | Longitud                                                                         | 1,5 G    |
| M      | Amplada de la banda                                                              | 1/30 G   |

Aquestes mesures són les donades per la llei de la bandera de Turquia, segons Flags of the World. El nombre 1/3 sembla inexacte; les altres mesures impliquen que E val 0,34875 G.

### Colors
|         | Codi RVB          |
| ------- | ----------------- |
|         | Turquia           |
| Vermell | R 227 V 10 B 23   |
| Blanc   | R 255 V 255 B 255 |

| Color   | Triplet hexadecimal | CMGN      | Pantone    |
| ------- | ------------------- | --------- | ---------- |
| Vermell | #E30A17             | 1-98-99-1 | 186c       |
| Blanc   | #FFFFFF             | 0-0-0-0   | inexistent |

## Influència

Bandera de la Primera República del Turkestan Oriental

Els uigurs van utilitzar una versió en blau de la bandera en el transcurs de la Primera República del Turkestan Oriental (1933-1934). Aquesta bandera encara és utilitzada pels uigurs, com un símbol del Moviment d'independència del Turkestan Oriental. És gairebé idèntica a la bandera de Turquia, excepte quant al seu color de fons, blau.

Bandera d'Algèria
Bandera de l'Azerbaidjan
Bandera de l'Azerbaidjan del Sud.)
Bandera de l'Azerbaidjan del Sud
Bandera dels bosnians
Bandera de Malàisia
Bandera de Mauritània
Bandera del Pakistan
Bandera de Tunísia
Bandera de les Comores
Bandera de Cirenaica
Bandera de l'Estat de Hyderabad (1724-1948)
Bandera del Tatarstan
Bandera dels uigurs
Bandera del Turkmenistan
Bandera de l'Uzbekistan
Bandera de Singapur
Bandera principesca de Janjira
Bandera de Xipre Del Nord
Bandera dels Turcmans de l'Iraq
Bandera dels independentistes Aceh
Bandera del govern provisional de Tràcia occidental
Bandera del Turkestan Sud, Afganistan
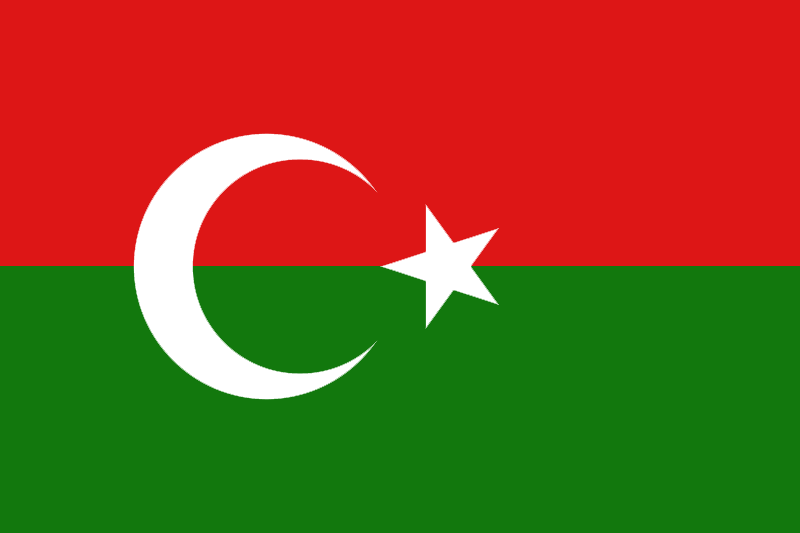
Antiga bandera del Tatarstan
Bandera de l'Estat de Hatay (1938-1939)

La bandera de la República Turca De Xipre Del Nord està basada en la de Turquia. Va ser adoptada el 7 de març de 1984 per la llei n°15/1984, després del vot de l'Assemblea Republicana, el parlament de RTXN. L'article 5 estipula tanmateix que «la bandera de Turquia continua sent la bandera nacional de la República turca de Xipre».
La bandera otomana ha estat sovint presa com a model per als Estats esdevinguts independents de l'imperi amb poblacions majoritàriament musulmanes.